# Kim Su-yeon
Kim Su-yeon (김수연?; Incheon, 17 aprile 1986) è un'ex cestista sudcoreana.

## Carriera
Con la Corea del Sud ha disputato i Campionati mondiali del 2014.